# Salticus cephalicus
Salticus cephalicus är en spindelart som beskrevs av John Blackwall 1862. Salticus cephalicus ingår i släktet Salticus och familjen hoppspindlar. Inga underarter finns listade i Catalogue of Life.